# Theridion llano
Theridion llano là một loài nhện trong họ Theridiidae.
Loài này thuộc chi Theridion. Theridion llano được Herbert Walter Levi miêu tả năm 1957.